# Juri Hollmann
Juri Hollmann (Berlijn, 30 augustus 1999) is een Duits wielrenner die anno 2024 rijdt voor Alpecin-Deceuninck.

## Carrière
Hollmann behaalde een vierde plaats op de tijdrit voor beloften tijdens de Wereldkampioenschappen wielrennen in 2017. In 2018 en 2019 reed hij voor Team Heizomat, vanaf 1 augustus 2019 liep hij stage bij Team Katjoesja Alpecin. Vanaf 2020 tot 2023 reed hij bij de Spaanse ploeg Movistar Team. Namens deze ploeg behaalde hij geen overwinningen. Voor het seizoen van 2024 maakte hij de overstap naar de Belgische wielerploeg Alpecin-Deceuninck.

## Palmares
2016
1e etappe A La Coupe du Président de la Ville de Grudziądz, ploegentijdrit
 Duits kampioenschap baanwielrennen, ploegenachtervolging
  Duits kampioenschap baanwielrennen, achtervolging
2017
 Duits kampioenschap baanwielrennen, omnium
2e etappe A Internationale Cottbuser Junioren-Meerdaagse
Eindklassement Internationale Cottbuser Junioren-Meerdaagse
2019
 Duits kampioenschap tijdrijden, beloften
2024
Bergklassement Ronde van Romandië

### Resultaten in voornaamste wedstrijden
| Jaar | Ronde van Italië | Ronde van Frankrijk | Ronde van Spanje |
| ---- | ---------------- | ------------------- | ---------------- |
| 2020 |                  |                     |                  |
| 2021 |                  |                     |                  |
| 2022 |                  |                     |                  |
| 2023 |                  |                     |                  |
| 2024 |                  |                     | 96e              |
| 2025 | opgave           |                     |                  |

| Jaar | Gent-Wevelgem | Ronde van Vlaanderen | Parijs-Roubaix | Ronde van Lombardije | Waalse Pijl |
| ---- | ------------- | -------------------- | -------------- | -------------------- | ----------- |
| 2020 | 67e           |                      |                | buit.tijd            |             |
| 2021 | 64e           | 66e                  | opgave         |                      |             |
| 2022 |               |                      |                |                      |             |
| 2023 |               | opgave               | 82e            |                      |             |
| 2024 |               |                      |                | 72e                  | opgave      |
| 2025 |               |                      |                |                      |             |

### Resultaten in kleinere rondes
| Jaar | Tour Down Under | UAE Tour | Ronde van het Baskenland | Ronde van Romandië | Ronde van Polen | BinckBank Tour | Ronde van Guangxi |
| ---- | --------------- | -------- | ------------------------ | ------------------ | --------------- | -------------- | ----------------- |
| 2020 | 58e             |          |                          |                    |                 | 35e            |                   |
| 2021 |                 |          |                          |                    |                 |                |                   |
| 2022 |                 |          |                          |                    | 41e             |                |                   |
| 2023 |                 | 71e      |                          |                    | 103e            |                | 29e               |
| 2024 | 62e             |          | opgave                   | 65e                |                 |                |                   |

## Ploegen
- 2018 –  Team Heizomat
- 2019 –  Team Heizomat
- 2019 –  Team Katjoesja Alpecin (stagiair vanaf 1-8)
- 2020 –  Movistar Team
- 2021 –  Movistar Team
- 2022 –  Movistar Team
- 2023 –  Movistar Team
- 2024 –  Alpecin-Deceuninck
- 2025 –  Alpecin-Deceuninck

Battaglin · Biermans · Boswell · Cras · Debusschere · Dowsett · Fabbro · Gonçalves · Guerreiro · Haas · Haller · Hollenstein · Kittel · Koeznetsov · Kotsjetkov · Navarro · Politt · Smit · Špilak · Strachov · Tanfield · Würtz Schmidt · Zabel · Zakarin
Alba · Arcas · Betancur (tot 31/08) · Carretero · Cataldo · Cullaigh · Elosegui · Erviti · Hollmann · Jacobs · Jorgenson · E. Mas · L. Mas · Mora · Norsgaard · Oliveira · Pedrero · Prades · Roelandts · Rojas · Rubio · Samitier · Sepúlveda · Soler · Torres · Valverde · Verona · Villella
Alba · Arcas · Carretero · Cataldo · Cullaigh · Elosegui · Erviti · García · González ·  Hollmann · Jacobs · Jorgenson · López (tot 1/10) · E. Mas · L. Mas · Mora · Mühlberger · Norsgaard · Oliveira · Pedrero · Rojas · Rubio · Samitier · Serrano · Soler · Torres · Valverde · Verona · Villella
Aranburu · Arcas · Barta · Elosegui · Erviti · García · González · Hollmann · Izagirre · Jacobs · Jorgenson · Kanter · Lazkano · E. Mas · L. Mas · Mühlberger · Norsgaard · Oliveira · Pedrero · Rangel Costa · Rodríguez · Rojas · Rubio · Samitier · Serrano · Sosa · Torres · Valverde · Verona
Aranburu · Arcas · Barta · Erviti · García · Gaviria · González · Guerreiro · Hollmann · Izagirre · Jacobs · Jorgenson · Kanter · Lazkano · E. Mas · L. Mas · Mühlberger · Norsgaard · Oliveira · Pedrero · Rangel Costa · Rodríguez · Rojas · Romeo · Rubio · Samitier · Serrano · Sosa · Torres · Verona
Ballerstedt · Bayer · Boven · Conci · Dillier · Gaze · Ghys · Gogl · Groves · Hermans · Hollmann · Janssens · Kielich · Kragh Andersen · Laurance · Leysen · Meurisse · Osborne · Philipsen · Planckaert · Plowright · Rickaert · Riesebeek · Sinkeldam · Uhlig · Van Den Bossche · van der Poel  · Van Tricht · Vergallito · Vermeersch
Bayer · Boven · Debruyne · Dehairs · Del Grosso · Dillier · Gaze · Ghys · Glivar · Gogl · Groves · Hermans · Hollmann · Janssens · Kielich · Meurisse · Philipsen · Planckaert · Plowright · Price-Pejtersen · Rickaert · Riesebeek · Uhlig · Van Den Bossche · van der Poel · Van Tricht · Vergallito · Vermeersch